# 'Neile Alina 'Mantoa Fanana
'Neile Alina' Mantoa Fanana (sinh năm 1945) là một luật sư người Lesotho. Bà được bổ nhiệm làm thanh tra viên của Lesotho năm 2010, và là luật sư nữ đầu tiên ở nước này.

## Nghề nghiệp
'Neile Alina' Mantoa Fanana sinh năm 1945. Fanana đã được trao bằng Cử nhân Luật học bởi Đại học Quốc gia Lesotho năm 1980. Sau đó, bà theo học tại Đại học Edinburgh ở Vương quốc Anh, nơi bà đã được trao bằng Cử nhân Luật và Thạc sĩ Triết học. Fanana tiếp tục giảng dạy tại Đại học Quốc gia và được đào tạo thêm về luật nhân quyền, luật nhân đạo quốc tế và giải quyết các xung đột. Năm 1989, bà đã trình bày một bài viết về việc đối xử với phụ nữ theo luật thừa kế của Lesotho cho một hội thảo pháp lý khu vực.
Sau khi khôi phục nền dân chủ cho Lesotho năm 1993, Fanana đã làm việc với Bộ Tư pháp, Dịch vụ Nhân quyền và Cải cách để cải thiện hành chính và giảm tham nhũng. Bà cũng góp phần soạn thảo các bộ luật mới về cải thiện quyền của phụ nữ và trẻ em và hạn chế rửa tiền và tham nhũng. Fanana được bổ nhiệm làm Luật sư Hoàng gia, một vị trí được trao cho các luật sư cao cấp, vào năm 2009. Đến năm 2010, Fanana đã trở thành phó hiệu trưởng rồi hiệu trưởng của Đại học Quốc gia. Bà đã viết bài cho Tạp chí Luật Leseria về quyền của công dân theo Hiến chương châu Phi về quyền con người, quyền của phụ nữ và thuyết nhị nguyên pháp lý.
Fanana đã được bổ nhiệm làm giám sát viên cho Lesotho bởi Vua Letsie III của Lesoto vào ngày 14 tháng 10 năm 2010, người thứ ba giữ vai trò này. Bà bắt đầu nhiệm kỳ bốn năm của mình vào ngày 30 tháng 11, thay thế Sekara Mafisa, người đã phục vụ hai nhiệm kỳ đầy đủ. Fanana là người phụ nữ đầu tiên giữ vai trò này. Nhiệm vụ của bà là thẩm tra các khiếu nại của công dân đối với các thành viên của chính phủ hoặc các cơ quan của họ.